# Jazzrap
Jazzrap är en undergenre till hiphop som uppstod i slutet av 1980-talet och början av 1990-talet. Jazzrap består av sampling av, ofta lugn ("cool"), jazzmusik.
Hiphopkollektivet Native Tongues (med bland andra De La Soul och A Tribe Called Quest) samt Gang Starr använde tidigt jazzsamplingar och bidrog till att utforma östkusthiphopen, sedan utvecklade andra artister som Guru (hans Jazzmatazz-serie) och Digable Planets jazzrappen ytterligare.

## Artister
- A Tribe Called Quest
- Loyle Carner
- De La Soul
- Digable Planets
- Guru
- MC Solaar
- Noname
- Nujabes
- Pete Rock & C.L. Smooth
- Rejjie Snow
- Souls of Mischief
- MF DOOM
- Madvillain